# Sân bay Belaya Gora
Sân bay Belaya Gora (IATA: BGN, ICAO: UESG) là một sân bay ở Belaya Gora, Cộng hòa Sakha, Nga.

## Hãng hàng không và điểm đến
| Hãng hàng không | Các điểm đến |
| --------------- | ------------ |
| Polar Airlines  | Yakutsk      |